# El Besòs i el Maresme

Bairros do distrito de Sant Martí, Barcelona.

 Besòs i el Maresme é um bairro integrado no distrito de Sant Martí da cidade de Barcelona, na zona nordeste da cidade, limitando com o término municipal de Sant Adrià de Besòs. Deve seu nome ao núcleo habitado com nome do rio homônimo próximo e ao Maresme, um núcleo habitado tradicional.

## Transportes
Três estações de metro chegam a este bairro: Estação El Maresme - Fòrum, Estação Besòs mar, Estação Besòs. Assim mesmo numerosas linhas de autobus e de elétricos comunicam ao bairro com o centro de a cidade de Barcelona e com outras localidades próximas de sua área metropolitana.